# Bert Plantagie
Bert Plantagie is een Nederlandse meubelfabrikant, gevestigd in in Cuijk, Noord-Brabant.
De meubelcollectie bestaat uit banken, hoekbanken, fauteuils, eetkamers, salontafels en poefs ofwel hockers. Bert Plantagie heeft in 2012 een dealernetwerk in Nederland, Duitsland, België, Frankrijk, Oostenrijk, Zwitserland en Scandinavië. In 2020 verkoopt het bedrijf daarnaast meubelen in het VK, Israël en Rusland, maar is Scandinavië afgevallen.

## Geschiedenis

### Smits Meubelen
Bert Plantagie is in 2000 ontstaan uit Smits Meubelen. Smits Meubelen werd op 1 januari 1958 opgericht door Johannes Smits en heette destijds nog Smits Stalen Meubelen. Op 20 december 1973 werd het bedrijf ingeschreven in de Kamer van Koophandel met de naam Smits Cuijk BV en met handelsnaam Smits Meubelen. Op dat moment had het bedrijf 32 medewerkers.
Vanaf de jaren 70 kwam het accent meer op meubels te liggen die voor binnenshuis bedoeld zijn. Aan het assortiment werden op dat moment rotan meubelen toegevoegd, en er werd begonnen met de productie van gestoffeerde banken. Deze modellen werden vooral verkocht op de Belgische consumentenmarkt.
In de jaren 80 ging Smits Meubelen zich specialiseren in zitmeubelen voor vakantieparken en zorginstellingen. Onder andere leverde het bedrijf aan Center Parcs en Duinrell. Later werden ook bijna alle asielzoekerscentra in Nederland ingericht met zitmeubelen en tafels van Smits. 
Eind jaren 80 leverde het bedrijf ook zonwering en rolluiken.

### Bert Plantagie
Eind jaren 1990 ging het minder goed met het bedrijf. In 2000 kocht Bert Plantagie, getrouwd met een dochter van Smits, het bedrijf. Hij veranderde de naam van het bedrijf naar Bert Plantagie en legde de focus op de consumentenmarkt.
Op 1 januari 2011 werd Bert Plantagie mede-eigenaar van Van Grinsven Meubelbedrijf in Schijndel. De productie van tafels en kasten is sindsdien ook volledig in eigen beheer. Plantagie nam ook Van Rossum furniture in Bergharen over.
In december 2011 opende Bert Plantagie een verkoopkantoor met showroom in Weißenhorn (Duitsland) om de Duitse markt te kunnen bedienen. In 2019 opende het bedrijf een designcenter in Brussel en ook een winkel in Singapore. Daarnaast heeft het bedrijf in 2020 ook verkooppunten in Frankrijk, Luxemburg, Oostenrijk, Zwitserland, het Verenigd Koninkrijk, Israël en Rusland. In Nederland verkoopt het bedrijf meubels via vele meubelzaken en woonwinkels.

## Designers
Bert Plantagie werkt samen met designers als Hans Daalder, Stefan Steenkist, Frans Schrofer en Roderick Vos.

## Modellen
- Roderick Vos heeft in 2010 het 'RePly' stoeltje ontworpen, dat is opgenomen in de collectie van het Museum of Arts and Design in New York.[4]